# سهل

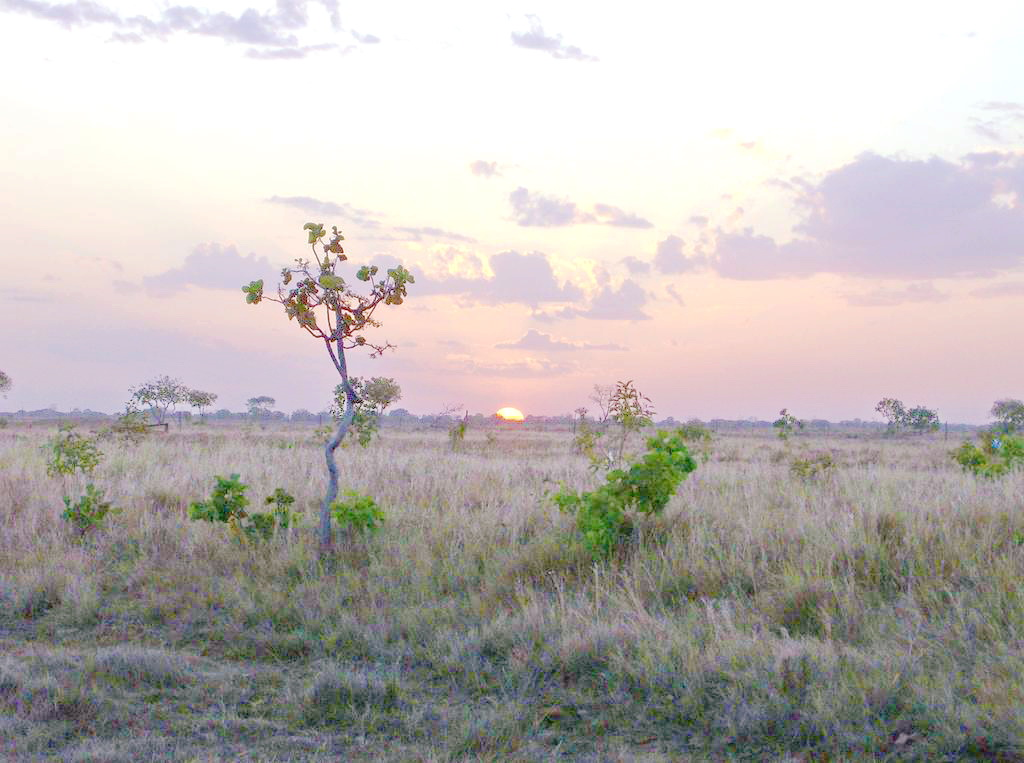
سهل لوس إيلانوس في فنزويلا

السهل في الجغرافيا هو مساحة واسعة من الأرض المنخفضة والمنبسطة لا يتجاوز ارتفاعها 200 متر. وقد يكون السهل سهلاً نظراً لانبساطه، بغض النظر عن ارتفاعه. وتكون السهول أسهل في الزراعة والتنقل والإستقرار من الجبال والهضاب. وقد نشأت السهول على مرار الزمن من الزلازل والبراكين التي حدثت في كوكب الأرض ، وظهرت إما بسبب ظهور أرض جافة من المياه أو بسبب تمدد الجبال والأراضي المرتفعة من جراء البراكين والزلازل، وعادة ما تكون السهول في المناطق الساحلة وقرب مصبات الأنهار في البحار.

## أنواع السهول

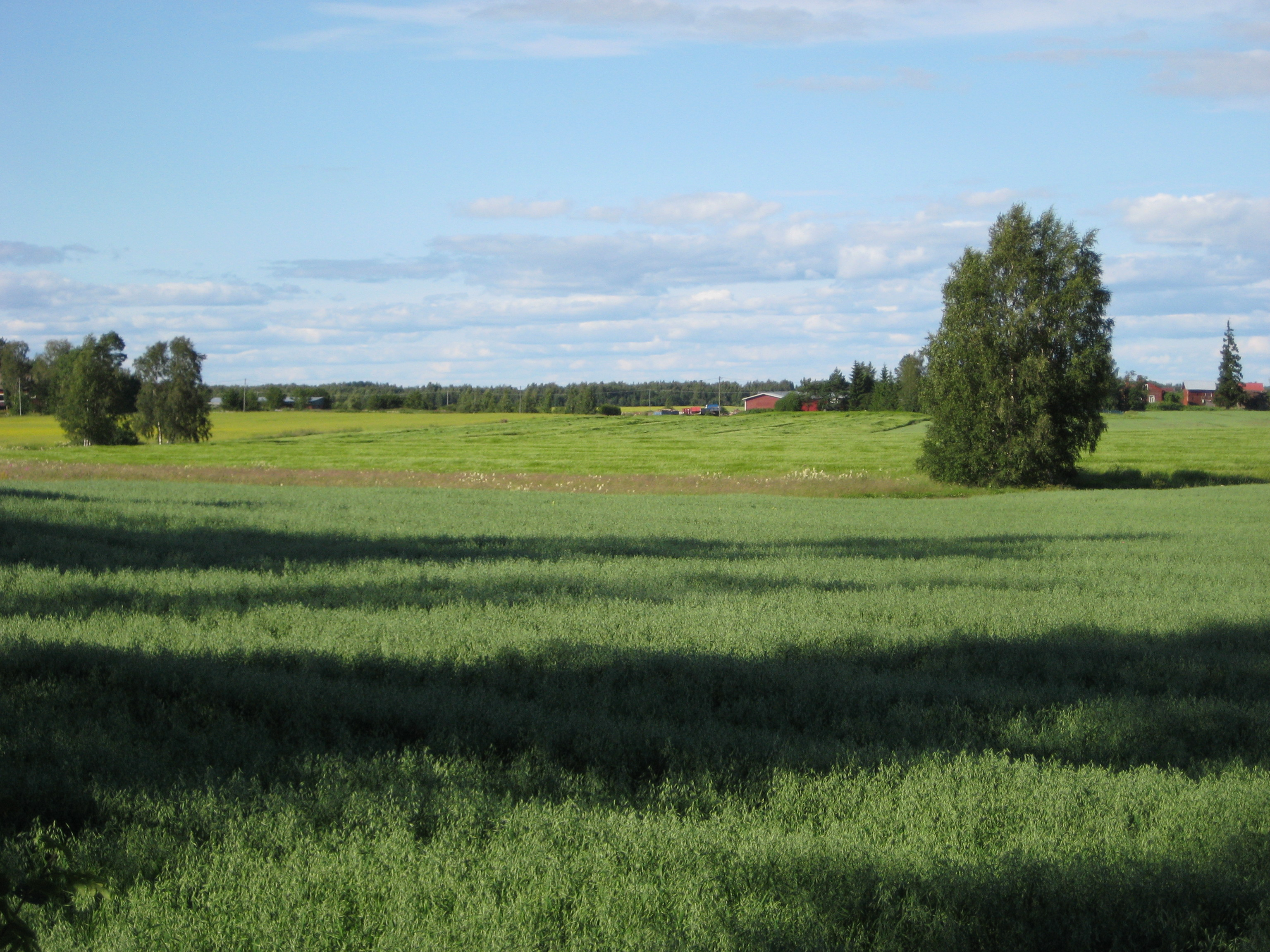
سهل حقلي في ليمينكا،فنلندا

- سهل فيضي
- سهل ساحلي
- سهل التمرير
- سهل الحمم
- السهل الرسوبي (العراق)

## وصلات ذات صلة
- سافانا
- أرض عشبية
- مرعى
- سهوب البراري
- سهب
- مرج مائي